# Pey Kolā
Pey Kolā (persiska: پی كلا) är en del av en befolkad plats i Iran.   Den ligger i provinsen Mazandaran, i den norra delen av landet, 100 km norr om huvudstaden Teheran. Antalet invånare är 977.
Terrängen runt Pey Kolā är varierad. Runt Pey Kolā är det ganska tätbefolkat, med 80 invånare per kvadratkilometer. Närmaste större samhälle är Nūr, 16,3 km öster om Pey Kolā. 